# 전장 총포

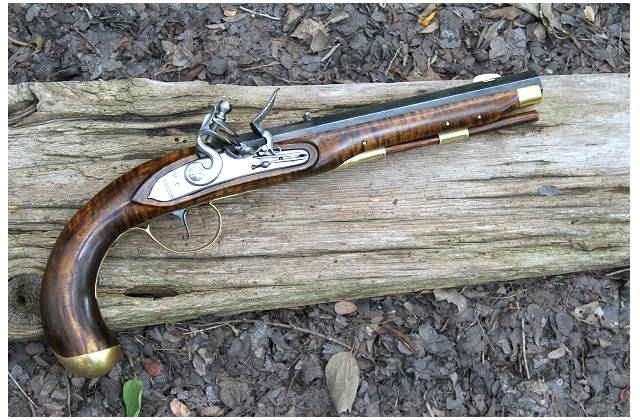
전장식 수석총.

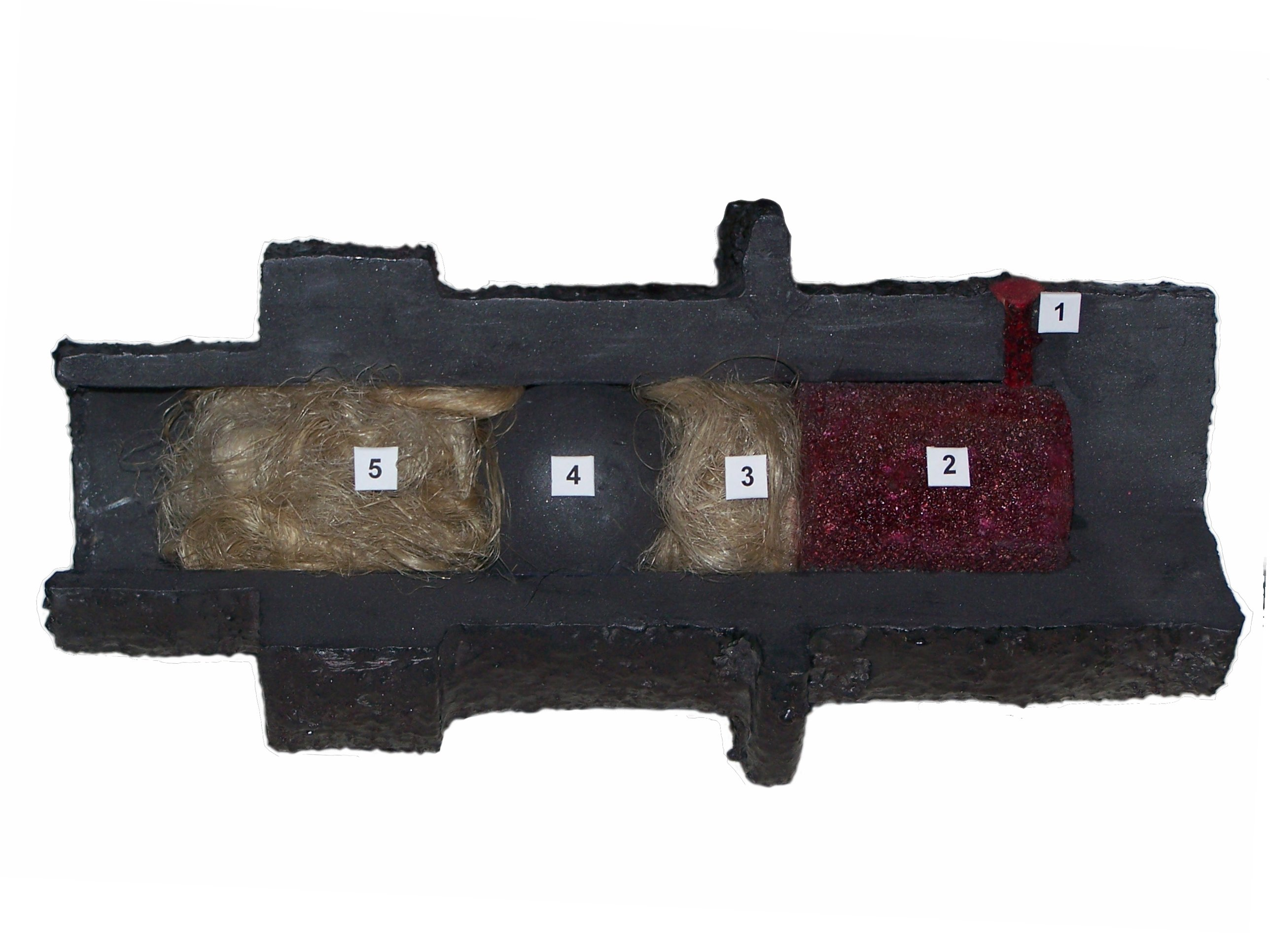
장전된 전장식 대포. (1) 전폭 장약 (Priming charge) (2) 탄환 발사 화약 (Main propellant charge) (3) 마개 (4) 포탄 (5) 마개

전장총포(前裝銃砲, muzzleloader)는 탄알과 추진제를 총포구를 통해, 즉 화기의 앞쪽을 통해 넣는 화기이다. 후장총포에 밀려 도태되어, 현대에는 거의 쓰이지 않는다. 전장총포의 장전 방식을 전장식(前裝式, muzzleloading)이라 한다.

## 같이 보기
- 후장 총포
- 화기
- 머스킷
- 화승총
- 치륜총
- 수발총
- 화약
- 사석포
- 팔코네트
- 세이커
- 캐넌
- 데미캐넌
- 컬버린
- 데미컬버린